# Masicotita
La masicotita es un mineral de la clase de los minerales óxidos. Fue descubierta en 1841 en Stolberg cerca de Aquisgrán, en el estado de Renania del Norte-Westfalia (Alemania), siendo nombrada así derivado del árabe antiguo, que pasó al idioma español el término mazacote para designar el óxido de plomo y de aquí ha sido adoptado por otros idiomas. Un sinónimo poco usado es el de masicolita.

## Características químicas
Es un óxido simple de plomo, dimorfo del litargirio que tiene la misma composición química pero cristaliza en tetragonal mientras que la masicotita lo hace en sistema ortorrómbico.

## Formación y yacimientos
Aparece como mineral secundario como producto de la alteración por oxidación de otros muchos minerales del plomo, sobre todo la galena, bournonita o boulangerita.
Suele encontrarse asociado a otros minerales como: cerusita, litargirio, minio, wulfenita, óxidos de antimonio o limonita.

## Usos
Aunque raro puede ser usado como mena del plomo, debiendo manipularse con la precaución de lavarse después las manos, evitar inhalarlo o ingerirlo por ser altamente tóxico.